# Koszykarstwo
Koszykarstwo – rodzaj rzemiosła polegającego na wykorzystywaniu surowych lub wcześniej odpowiednio przygotowanych włókien roślinnych do wyplatania koszy. Przykładowe materiały, które mogą być wykorzystywane w koszykarstwie to między innymi: wiklina, trawa, rattan, słoma czy bambus. 
Kosz zazwyczaj składa się z denka, bocznych ścian oraz obręczy („warkocza”). Dodatkowo może również posiadać rączki (uchwyty), zdobienia oraz pokrywę. Najpierw wykonuje się denko, z którego wyprowadza się pionowe i sztywniejsze pręty, a pomiędzy nie wplata odpowiedni materiał. Po zaplecieniu ścian wykonuje się obręcz (często jest to najbardziej ozdobny element kosza), która ma za zadanie wzmacniać całą konstrukcję. Do obręczy można wplatać uchwyty. Do wyplatania kosza o skomplikowanym kształcie nierzadko używa się specjalnych form, na których oplata się całą konstrukcję. 
W Polsce dużym zagłębiem koszykarskim są okolice Rudnika nad Sanem oraz Nowego Tomyśla. „Koszyk wikowy - tradycja wyplatania w gminie Ciężkowice” został wpisany na Krajową Listę niematerialnego dziedzictwa kulturowego.
Nazwa zawodu związanego z koszykarstwem to koszykarz-plecionkarz.

## Galeria zdjęć

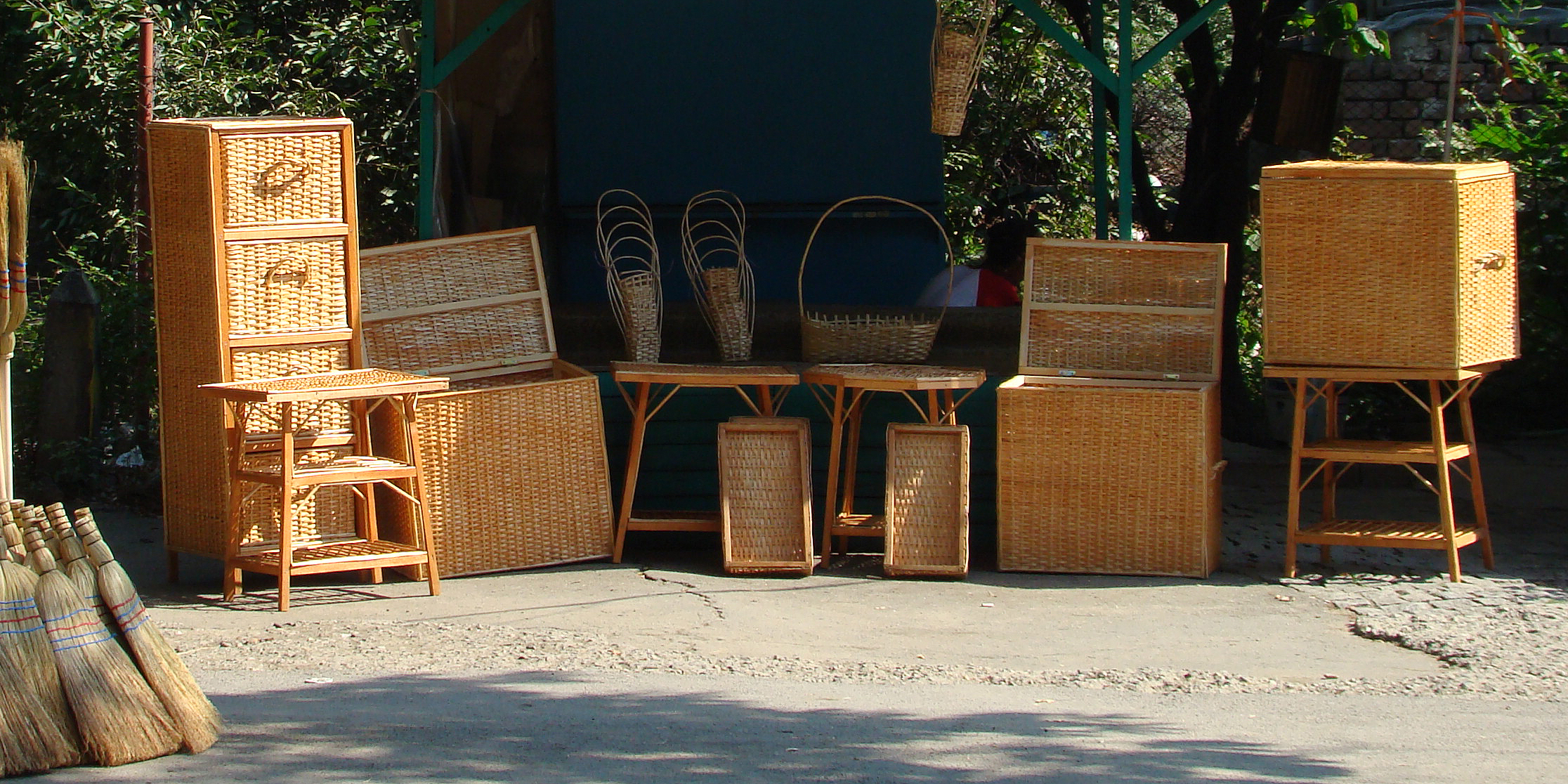
Produkty koszykarskie. Sofia, Bułgaria
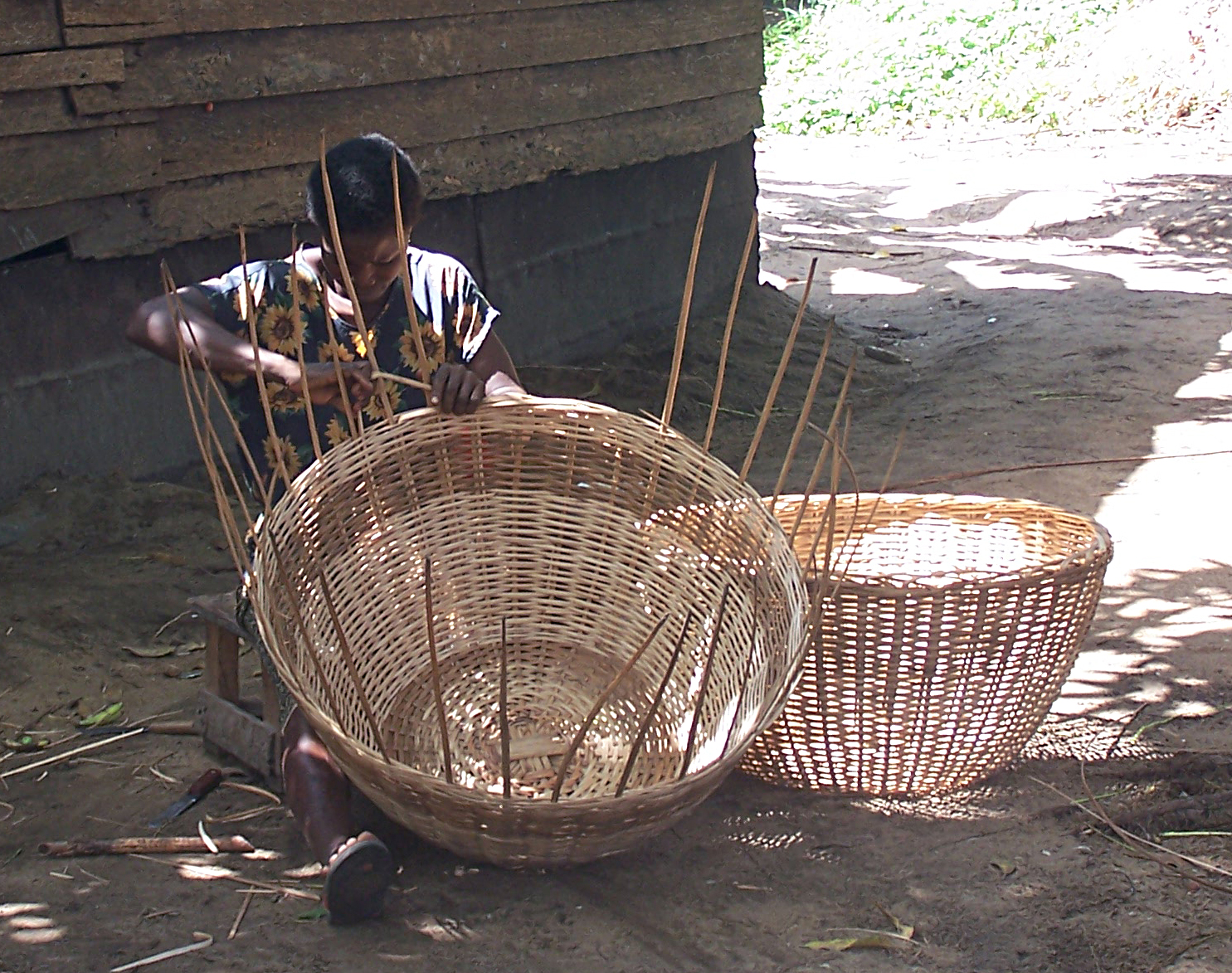
Wyplatanie kosza
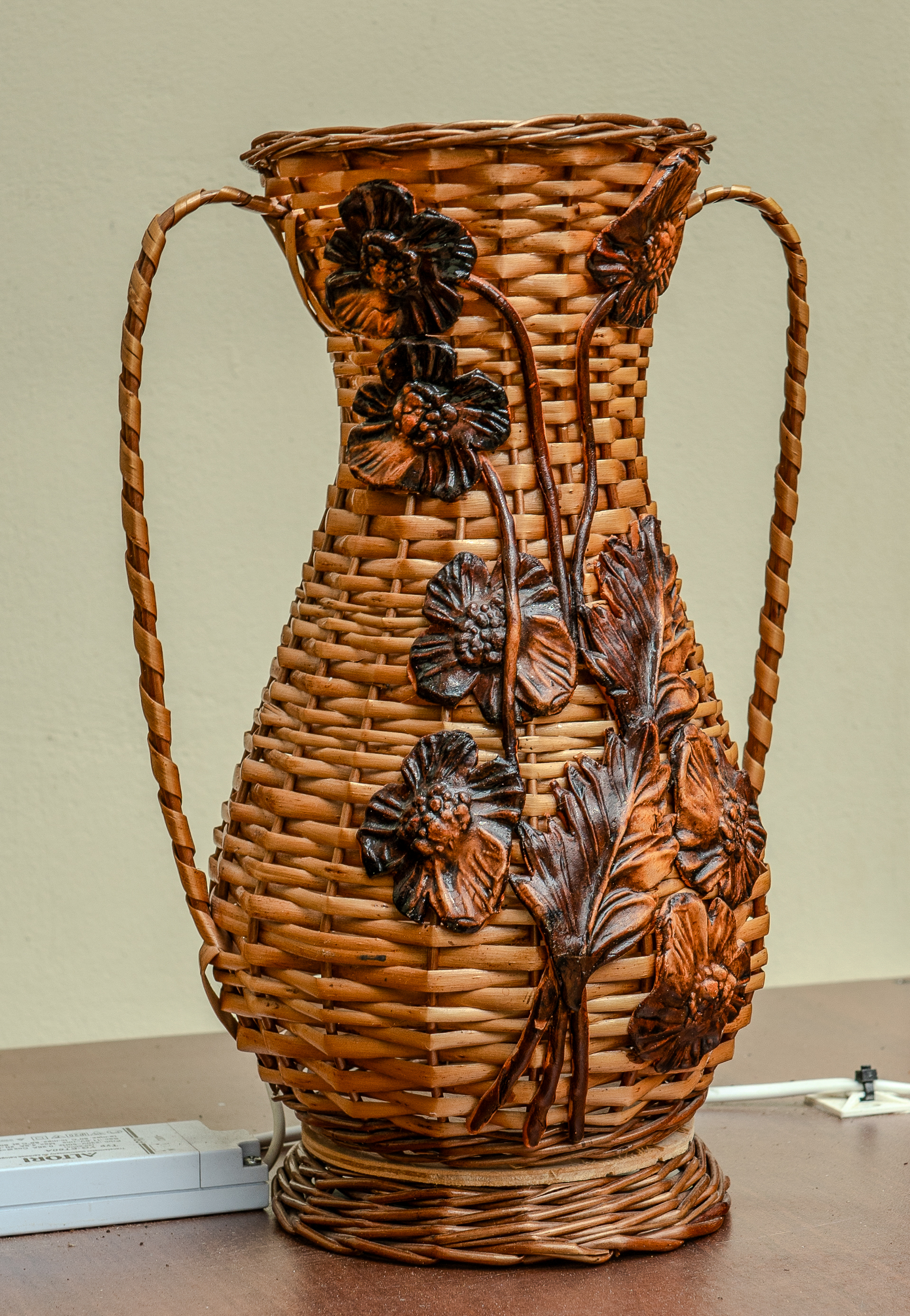
Dzban
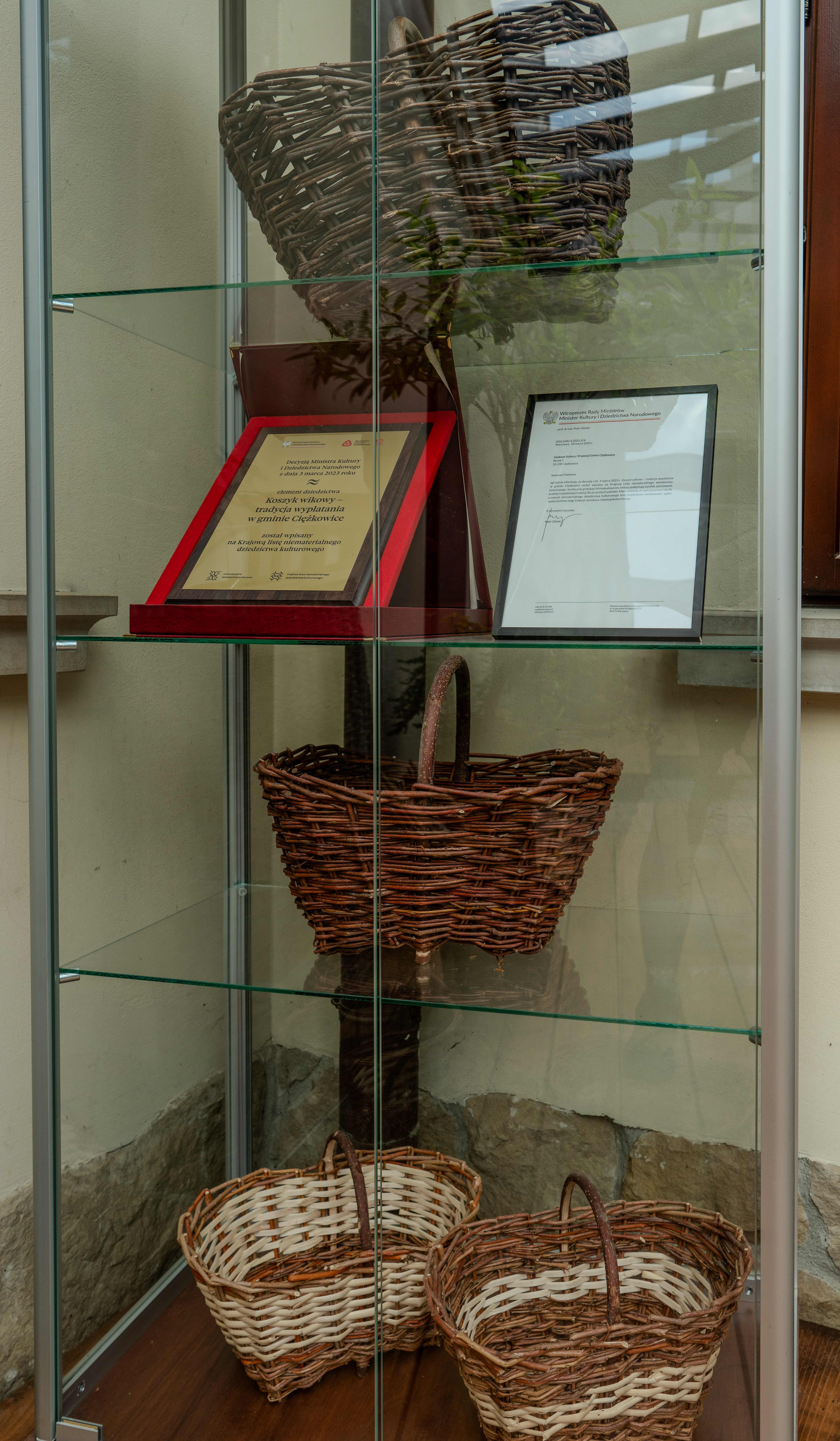
Koszyk wikowy z Ciężkowic